# Johann Wilhelm Schirmer
Johann Wilhelm Schirmer (Jülich, 7 settembre 1807 – Karlsruhe, 11 settembre 1863) è stato un pittore tedesco.

## Biografia
Iniziò a studiare con il padre durante gli anni 1821-1824, due anni dopo, nel 1826 inizia a frequentare l'Accademia di Belle Arti di Düsseldorf. Ebbe come maestri Wilhelm von Schadow, e Heinrich Kolbe. Venne influenzato da Carl Friedrich Lessing. In seguito viaggiò in diversi paesi dell'Europa: Francia, Svizzera e in Italia.
Divenne docente all'Accademia di Düsseldorf e diresse anche la scuola di belle arti di Karlsruhe. Ebbe come allievi Wilhelm von Abbema, Arnold Böcklin, Oswald Achenbach, Jakob Becker, Anselm Feuerbach, Georg Saal, Emil Lugo, Hans Thoma, Carl Friedrich Deiker, Franz Xaver von Riedmüller, Rudolf Epp e Anton von Werner.

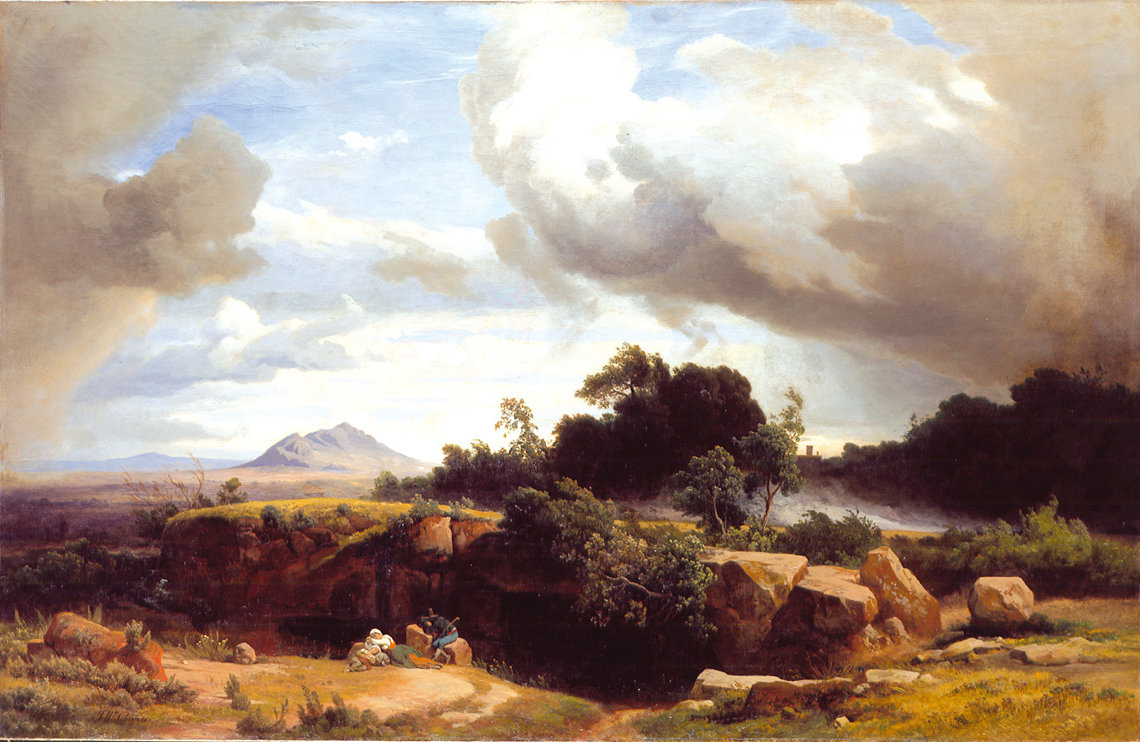
Johann Wilhelm Schirmer: La fine del temporale nella Campagna romana, 1858

## Opere
Fra le opere più significative:
- Paesaggio romantico, 1828, (Düsseldorf, Kunstmuseum).
- Paesaggio alpino, 1837, (Düsseldorf, Kunstmuseum).
- Fine del temporale nella Campagna romana, 1858.